# Бесполая и грустная любовь
«Бесполая и грустная любовь» — дебютный студийный альбом группы «Би-2». Был записан в Австралии, в официальную продажу так и не поступил в связи с кризисом 1998 года. В 2004 году был переиздан в России.

## История создания альбома
Альбом «Би-2» «Бесполая и грустная любовь» заметно отличается от творчества группы, к которому привыкли слушатели. В период работы над этим материалом Лёва Би-2 проживал в Израиле, а Шура Би-2 – в Австралии, где реализовывал свой творческий потенциал в группе Chiron. Однако, друзья не забывали и о совместном проекте, работая над ним даже на расстоянии. Лёва Би-2 постоянно присылал Шуре новые тексты песен, к которым тот сочинял музыку и делал аранжировки. Но по большому счёту, альбом «Бесполая и грустная любовь» был записан Шурой сольно. Лёва только написал часть песен. Добрую половину пластинки сочинил родной дядя Шуры – Михаил Карасёв. Основная часть диска была записана в мельбурнской студии Espy Recorders в период с апреля по июнь 1997 года. Ещё несколько композиций фиксировались в Apollo Soundstudio с августа по октябрь 1997 года. И лишь песня «Отражение» появилась в 1996 году в стенах Ice on fire production.
Первое издание альбома «Би-2» «Бесполая и грустная любовь» появилось в 1998 году. Релиз осуществило российское издательство A-Ram. Диск вышел в формате диджипак без многостраничного буклета. В 2004 году альбом переиздаёт компания «Мистерия звука», дополнив оригинальный материал многочисленными бонусами. Новое подарочное издание получилось двойным. Трек-лист бонус-диска составили новые версии старых произведений, а также записи их концертного исполнения. Кроме того, в этом издании присутствует несколько видеоклипов.

## Список композиций
| №                   | Название | Длительность |
| ------------------- | --- | ------------ |
| 1.                  | «Любовь» | 0:27         |
| 2.                  | «Время» | 3:23         |
| 3.                  | «Небо» | 3:18         |
| 4.                  | «Свадебная песня» | 3:11         |
| 5.                  | «Птицы» | 7:17         |
| 6.                  | «Лав-ка» | 4:11         |
| 7.                  | «Отражение» | 4:41         |
| 8.                  | «Тени» | 4:27         |
| 9.                  | «Любовь (часть вторая)» | 4:10         |
| 10.                 | «Время перемен» | 5:54         |
| 11.                 | «Медленная звезда: - Для друзей — 3:39 - Цветы (отсутствует на переиздании 2004 года) — 2:23 - Откровение — 4:05 - Холод — 2:42 - Для друзей (Reprise) — 2:50» | 15:40        |
| Общая длительность: | Общая длительность: | 56:51        |

Бонусный CD в переиздании 2004 года:
| №                   | Название                               | Длительность |
| ------------------- | -------------------------------------- | ------------ |
| 1.                  | «Небо (Версия '04)»                    | 3:35         |
| 2.                  | «Невероятная история (Всё не так)»     | 5:14         |
| 3.                  | «Время (Версия '04)»                   | 3:52         |
| 4.                  | «Кого ты ждёшь»                        | 4:57         |
| 5.                  | «Ice»                                  | 4:03         |
| 6.                  | «Shop»                                 | 3:45         |
| 7.                  | «Лав-ка (Версия Ernie '98)»            | 4:41         |
| 8.                  | «Дом (Live @ Espy Notel 15/06/96)»     | 3:03         |
| 9.                  | «Для нас (Live @ Espy Notel 20/08/97)» | 5:46         |
| 10.                 | «В пути»                               | 4:53         |
| Общая длительность: | Общая длительность:                    | 43:49        |

Бонусные видеоклипы:
- Для друзей
- G-star
- Ом
- Под беспризорными дождями

## Участники записи
Би-2
- Шура Би-2 — вокал, гитары, бас-гитара, клавишные (трек 8), балалайка (трек 5), драм-машина, программирование.
- Виктория «Победа» Билоган — клавишные

Другие участники
- Лёва Би-2 — тексты
- Михаил Карасёв — тексты
- Роман Бродский — бас-гитара (трек 7)
- Вадик Фадеев — синтезатор (трек 8), продюсирование